# Ruby (Carolina del Sur)
Ruby es un pueblo ubicado en el condado de Chesterfield en el estado estadounidense de Carolina del Sur. Según el censo de 2010 tiene una población de 360 habitantes.

## Geografía
Ruby se encuentra ubicado en las coordenadas 34°44′44″N 80°10′33″O / 34.74556, -80.17583. Según la Oficina del Censo, el pueblo tiene un área total de 8,1 km² (3,1 mi²), de la cual 8 km² (3,1 mi²) es tierra y 0,1 km² (0 mi²) (0.64%) es agua.

### Localidades adyacentes
El siguiente diagrama muestra a las localidades en un radio de 24 kilómetros (14,9 mi) de Ruby.

## Demografía
En el 2000 la renta per cápita promedia del hogar era de $35.313, y el ingreso promedio para una familia era de $43.636. El ingreso per cápita para la localidad era de $16.441. En 2000 los hombres tenían un ingreso per cápita de $23.750 contra $16.932 para las mujeres. Alrededor del 8.70% de la población estaba bajo el umbral de pobreza nacional. 